# Plectrohyla glandulosa
Plectrohyla glandulosa är en groddjursart som först beskrevs av George Albert Boulenger 1883.  Plectrohyla glandulosa ingår i släktet Plectrohyla och familjen lövgrodor. IUCN kategoriserar arten globalt som starkt hotad. Inga underarter finns listade i Catalogue of Life.